# 勳等
勳等（日语：／ Kuntou）是日本對功勳授予的等級。律令制度當時稱為勳位（／ Kuni），勳一等以下至勳十二等，共12等級。如同位階勳等，依照位階敘勳。

## 概要
勳位有相當的位階，勳一等（相當於正三位）・勳二等（從三位）・勳三等（正四位）・勳四等（從四位）・勳五等（正五位）・勳六等（從五位）以上を勅授。勳七等（正六位）・勳八等（從六位）・勳九等（正七位）・勳十等（從七位）・勳十一等（正八位）・勳十二等（從八位）。平安時代中期以降，勳位事實上消滅。
進入明治時代，1875年（明治8年），根據太政官布告，制定勳等，作為勳章的等級（勳一等至勳八等）。1876年（明治9年），制定大勳位，作為最上位的勳等。勳章的授予，會依相應的敘勳來授章。1890年（明治23年），制定金鵄勳章，在勳等之外，又創設功級，作為授予軍人的等級。
戰後，金鵄勳章廢止，也停止通常的敘勳（對現職官吏等之敘勳）。昭和30年代，池田勇人內閣之時，勳章制度復活至今。
2003年（平成15年）以降，大勳位以外，以數字表現等級的勳等廢止。

## 等級
| 勳位     | 勳等   |
| -------- | ------ |
| 勳一等   | 大勳位 |
| 勳二等   | 勳一等 |
| 勳三等   | 勳二等 |
| 勳四等   | 勳三等 |
| 勳五等   | 勳四等 |
| 勳六等   | 勳五等 |
| 勳七等   | 勳六等 |
| 勳八等   | 勳七等 |
| 勳九等   | 勳八等 |
| 勳十等   |        |
| 勳十一等 |        |
| 勳十二等 |        |

## 脚注
1. ↑  十川陽一「地方における律令官人制の展開と受容」三田古代史研究会 編『法制と社会の古代史』（慶應義塾大学出版会、2015年）ISBN 978-4-7664-2230-6

## 關連項目
- 勳章
- 律令